# Église Saint-Éloi de Liergues
L’église Saint Eloi de Liergues, reconstruite au XVe siècle, comporte deux chœurs accolés.
L'un d'entre eux recèle des fresques murales du XVIe siècle. On y pénètre par une porte principale porteuse d'un décor Renaissance. Le bénitier sur pied date de 1556.
Les boiseries sont agrémentées de têtes sculptées très expressives. Des statuettes de pierre représentent les travailleurs du village : un forgeron, un homme et son chien, un bûcheron, un vigneron taillant la vigne.
L'église relève de la Paroisse Saint Cyprien de Buisante.